# حرب الاستنزاف
حرب الاستنزاف (بالعبرية: מלחמת ההתשה، ملخمت ها هاتشاه) أو حرب الألف يوم كما أطلق عليها بعض الإسرائيليين. تشير إلى القتال الذي اندلع بين إسرائيل من جهة ومصر والأردن ومنظمة التحرير الفلسطينية وسوريا من جهة أخرى من 1967 إلى 1970 وإن استمرت الاشتباكات على الحدود السورية واللبنانية لغاية 1973. أقرت قمة الخرطوم في سبتمبر 1967 سياسة «اللاءات الثلاث» التي تمنع الصلح أو الاعتراف أو التفاوض مع إسرائيل. واعتقد عبد الناصر أن المبادرة العسكرية فقط هي التي ستجبر إسرائيل أو المجتمع الدولي على تسهيل الانسحاب الإسرائيلي الكامل من سيناء. في ظل رفض إسرائيل تنفيذ قرار مجلس الأمن 242 الداعي لانسحابها من الأراضي العربية التي احتلتها عقب انتصارها الخاطف على العرب خلال حرب يونيو، وسرعان ما استؤنفت الأعمال القتالية على طول قناة السويس. وامتدت إلى جبهات عريضة في غور الأردن وقطاع غزة والضفة الغربية حيث قواعد الفدائيين وكذلك في سوريا ولبنان واتخذت الاشتباكات في البداية شكل قصف مدفعي وإغارات محدودة في سيناء، ولكن بحلول 1969، اعتبر الجيش المصري نفسه مستعداً لعمليات واسعة النطاق. وفي 8 مارس 1969، أعلن عبد الناصر قيام حرب الاستنزاف رسمياً، بقصف مدفعي شامل على طول قناة السويس، وحرب جوية وبحرية وغارات للصاعقة. ردت إسرائيل بإنشاء خط بارليف وشن حرب استنزاف مضادة وهاجمت العمق المصري وكثفت غاراتها الجوية ضد أهداف عسكرية ومدنية. وقد تلقت دول المواجهة العربية دعماً عسكرياً من الدول العربية والاتحاد السوفيتي الذي تصاعد دوره بإرسال قوات عسكرية لمصر نتيجة تزايد القصف الجوي الإسرائيلي، فيما تلقت إسرائيل دعماً عسكرياً أمريكياً. استمر القتال على جبهة قناة السويس حتى أغسطس 1970 وانتهى بقبول مصر والأردن مبادرة روجرز ووقف إطلاق النار. في نفس الوقت أدت أحداث أيلول الأسود إلى انتقال الفدائيين الفلسطينيين إلى لبنان وسوريا حيث كثفت إسرائيل أعمالها العسكرية هناك. لم تؤد الحرب إلى أي تغييرات مع استمرار الاحتلال الإسرائيلي للأراضي العربية، ولم تنجح كذلك المساعي الهادفة للتوصل إلى تسوية سلمية بسبب التعنت الإسرائيلي، وانما سادت حالة من اللا سلم واللا حرب، والتي أدت بدورها إلى نشوب حرب أكتوبر بعد ثلاث سنوات.

## خلفية تاريخية

### إعادة بناء القوات العربية
أدت الهزيمة في حرب 67 إلى جلاء الجيش المصري عن سيناء وتحشده على الضفة الغربية للقناة وتوقف إطلاق النار بعد 6 أيام من اندلاع الحرب. وأصدرت القيادة العسكرية المصرية توجيهات قبل أن ينصرم شهر يونيو 1967 تحدد فيها: «إن مرحلة إعادة التنظيم بنيت على أساس عزيمة وإيمان المقاتل في جيشنا وقدراته على القتال، معتمدًا على الضبط والربط والأخلاق، والروح القتالية تمهيدا لإعادة سيناء بالكامل. ومن أجل هذا الوطن العزيز علينا جميعًا. فلن يسمح بارتداد أي فرد أو أي معدة من خطوطنا الدفاعية الحالية ولن يصدر من القائد العام أو أي قائد أمراً بالارتداد. وأن نموت جميعاً في مواقعنا الدفاعية أشرف لنا من وصمنا بالعار، ووصمة الشرف العسكري الذي نتحلى به». وكان هذا الأمر تصحيحاً للعرف السائد منذ عام 1956 بارتداد الجيش، على أن تتولى السياسة تصحيح الأوضاع.[بحاجة لمصدر]
هددت الهزيمة الساحقة لتحالف الدول العربية خلال حرب 67 الأنظمة الحاكمة في مصر وسوريا. وفي 9 يونيو 1967، أعلن عبد الناصر تنحيه عن الحكم، وهو ما رفضته المظاهرات الشعبية. اعترف عبد الناصر بمسؤوليته عن الهزيمة وعزل القائد العام للقوات المسلحة المصرية، عبد الحكيم عامر. والذي حاول معارضة هذا القرار مع ضباط آخرين، لكن أفعالهم وُصفت بأنها استعدادات لانقلاب عسكري. واعتُقل عامر وأُعلن عن انتحاره يوم 14 أكتوبر. وفي وقت لاحق، قام عبد الناصر بعملية تطهير كبرى في الجيش المصري، عُزل خلالها 300 من كبار الضباط، من بينهم 15 لواءاً. وفي سوريا، عُزل ما يسمى بقائد الجيش الشعبي، وحدثت عمليات تطهير داخل حزب البعث الحاكم.
سارعت القوات المصرية على امتداد الجبهة بتنظيم الدفاعات بما تيسر لها من إمكانيات، لا تزيد عن 100 دبابة و150 مدفعاً يوم 10 يونيو 1967،[بحاجة لمصدر] أخذت في التزايد من خلال المساعدات من الدول العربية والصديقة، التي سارعت بإرسال أسلحة ومعدات إلى جانب تنفيذ الاتحاد السوفيتي لبعض عقود صفقات أسلحة قديمة لتصل كفاءة القوات المسلحة إلى حوالي 50% من الكفاءة المقررة لها في نهاية 1967،[بحاجة لمصدر] وقد تلقت مصر وسوريا والأردن مساعدات عسكرية ومالية من باقي الدول العربية بعد القمة العربية في الخرطوم، والتي تم الاتفاق خلالها على سحب القوات المصرية من اليمن لتتولى مسئوليتها الوطنية على الجبهة.[بحاجة لمصدر]. بدأت مصر في استعاضة خسائرها الجوية سريعاً مع وصول طائرات ميج 21 وميج-17 جزائرية بقيادة طيارين مصريين وصلت بعد أن وضعت حرب يونيو أوزارها مباشرة.[بحاجة لمصدر] أعادت الأردن تنظيم قواتها المسلحة وألغت منصب القائد العام ومنصب نائب القائد العام ونظمت فرقها البرية الميدانية إلى فرق عسكرية ذات قيادات مستقلة.
وصل سرب من قاذفات القنابل طراز تي يو-16 إلى مصر في 14 يونيو 1967. وزار نيكولاي بودجورني رئيس هيئة رئاسة مجلس السوفيت الأعلى مصر في الفترة من 21 إلى 24 يونيو، يصحبه فريق من 91 مستشاراً، بما في ذلك ماتفي زاخاروف رئيس الأركان العامة للقوات المسلحة السوفيتية، وياكوف مالك نائب وزير الخارجية، وفي 1-3 يوليو كانوا في سوريا. وخلال وجودهم في مصر، عُقد اجتماع برئاسة ماتفي زاخاروف ورئيس الأركان المصري محمد فوزي في 22 يونيو، حيث ناقشا وضع الجيش المصري بتفصيل كبير وزعم فوزي في الاجتماع أن السوفيت لا يوفرون لمصر أحدث الأسلحة التي يمتلكونها، على عكس الولايات المتحدة التي تمد إسرائيل بأحدث الأسلحة. وذُكر هذا الأمر مرات عدة، على الرغم من أن الجيش الإسرائيلي كان مسلحاً بأسلحة فرنسية في ذلك الوقت، باستثناء عدد قليل من الأسلحة الأمريكية الدفاعية. زعم زاخاروف أن الأسلحة السوفيتية كانت ذات جودة عالية، وهو ما ذكره الإسرائيليون أنفسهم أيضاً. وألقى باللوم على سوء حالة الجيش المصري إلى تدني مستوى التدريب. سلم فوزي نظيره السوفيتي قائمة بالأسلحة والمعدات التي يحتاجها الجيش المصري وطلب أيضاً زيادة كبيرة في عدد المستشارين السوفيت لإلحاقهم بالكتائب، خاصةً كتائب الدفاع الجوي. وفي 29 يونيو أبلغ زاخاروف فوزي أن قائمة المطالب المصرية وافقت عليها السلطات المفوضة في الاتحاد السوفيتي. بعد ذلك مباشرة، بدأ تسليم كميات كبيرة من الأسلحة السوفيتية، بما في ذلك الدبابات والطائرات، إلى مصر وسوريا.
تسلمت مصر عبر جسر جوي خلال أكتوبر 1967، 100 مقاتلة ميج 21، و50 مقاتلة ميج 19، و60 مقاتلة سوخوي 7، و20 قاذفة قنابل إل-28. وفي وقت قصير استعاض الاتحاد السوفيتي الخسائر التي مني بها العرب بمقدار 70%، بالإضافة إلى أنه زود مصر بعدد كبير من المدفعية الثقيلة. تمكنت مصر من استعاضة خسائرها في القوات الجوية في وقت مبكر من ديسمبر 1967، بعد نصف عام فقط من حرب 67، وخسائرها في القوات البرية خلال عام 1968. خلال هذه المرحلة الأولى، قدم الاتحاد السوفيتي كمية هائلة من الأسلحة الحديثة بحراً وجواً. وفي غضون بضعة أشهر، نقل 321 طائرة اعتراضية حديثة من طراز ميج 21، و93 طائرة هجومية من طراز ميج 17. كما نقل السوفيت من بلدان الكتلة الشيوعية طائرات ميج 17 إضافية من ألمانيا الشرقية وبولندا ويوغوسلافيا. بالإضافة إلى ذلك، قدم الاتحاد السوفيتي مساعدات اقتصادية ونقل 100 ألف طن من القمح إلى مصر مباشرة بعد الحرب واستمر في إرسال شحنات إضافية من القمح في 1968. كما نقلت الصين 150 ألف طن من القمح وساعدت بولندا مصر في الحصول على قروض بالعملة الأجنبية منخفضة الفائدة.
وكانت المرحلة الثانية من إعادة البناء تشمل تدريب الوحدات المصرية وإنشاء خط دفاعي على طول قناة السويس. ولهذا الغرض، أرسل السوفيت حوالي 1200 مستشار عسكري. وبحلول نهاية 1967، كان الجيش المصري قد انتهى من بناء خط دفاعي على الجانب الغربي من القناة بقوة خمس كتائب مشاة وكتيبتين مدرعتين. كما واصل الجيش المصري عملية البناء في الفترة 1968-1969 وأنشأ وحدات جديدة مع تجنيد وتدريب أفراد ذوي كفاءة عالية. وأسس الجيش الثالث في 1968 الذي بدأ عملياته في يوليو 1969.

### فشل الجهود السلمية
اعتمد مجلس الأمن التابع للأمم المتحدة بالإجماع القرار رقم 242 في نوفمبر 1967، والذي طالب بانسحاب القوات الإسرائيلية من الأراضي التي احتلتها أثناء حرب 67، ودعا إلى الوقف الفوري لجميع الأعمال العدائية وجميع حالات الحرب، والاعتراف بسيادة الدول العربية على الأراضي المحتلة. والاستقرار الإقليمي والاستقلال السياسي لجميع دول المنطقة، مع الاعتراف بحق كل دولة من هذه الدول في العيش بسلام، بحدود آمنة ومعترف بها، دون التعرض للتهديدات والعنف.
أجرى الدبلوماسي السويدي لدى الأمم المتحدة غونار يارينغ رحلات مكوكية إلى الشرق الأوسط في محاولة للتقارب بين الأطراف. وفي مايو 1968، وافقت مصر على الالتزام ببنود القرار بشرط موافقة إسرائيل على الانسحاب من جميع الأراضي المحتلة. وبقبولها هذا القرار، اعترفت مصر دون قيد أو شرط بحق إسرائيل في الوجود للمرة الأولى. ورداً على الاعتراف بالقرار، حصلت مصر على دعم الأمم المتحدة في مطلبها بعودة سيناء. ورفضت منظمة التحرير الفلسطينية القرار لأنه أشار فقط إلى «اللاجئين»، لكنه لم يتناول حقهم في تقرير المصير. ووصفت سوريا خطة يارينغ بأنها «خيانة لعرفات ومنظمة التحرير الفلسطينية».
رفضت إسرائيل مهمة يارينغ واعتبرتها عديمة الجدوى، وأصرت على أن المفاوضات بين الطرفين يجب أن تسبق الانسحاب من الأراضي المحتلة. كما عارضت إسرائيل دعم عبد الناصر لمنظمة التحرير الفلسطينية، التي كان هدفها في ذلك الوقت إنشاء دولة عربية في جميع أنحاء «فلسطين المحررة». رد عبد الناصر إنه إذا رفضت إسرائيل تأييد القرار 242 بينما أيدته مصر، فلن يكون أمامها خيار سوى «دعم المقاومين الشجعان الذين يريدون تحرير أرضهم».

### الاستراتيجية والهدف
ذكر الصحافي محمد حسنين هيكل مبررات الحرب وفق الرئيس عبد الناصر كما يلي:
«أن يستطيع العدو أن يقتل 50 ألفاً منا فإننا، نستطيع الاستمرار لأننا نمتلك لاحتياطي الكافي. ولكن أن يفقد العدو 10 آلاف، فسوف يجد نفسه مضطر إلى أن يوقف القتال فهو لا يمتلك الاحتياطي البشري الكافي.»
اعتقد عبد الناصر أن تعريض إسرائيل لهجمات متكررة بالمدفعية وغارات الصاعقة والطائرات سيجبرها على الاحتفاظ بعدد كبير من جنود الاحتياط في الخدمة في جميع الأوقات، الأمر الذي سيكون له تأثير كبير على الاقتصاد الإسرائيلي ويجعل إسرائيل أكثر امتثالاً. وبأمر من الرئيس المصري بدء قصف متواصل للمواقع الإسرائيلية على الضفة الشرقية للقناة. كانت حظوظ مصر للنجاح في حرب الخنادق أفضل من حظوظ إسرائيل، فبالإضافة إلى الضغط الكبير على الاقتصاد، كان الرأي العام حساساً للغاية إزاء الخسائر على الجبهة. لقد كان الجيش الإسرائيلي جيشاً تقليدياً قوياً في الحروب الخاطفة، ولكن في هذه الحالة فُرض عليه أسلوب مختلف من القتال.
استعاضت مصر خسائرها بسرعة بفضل توريد المعدات العسكرية من قبل الاتحاد السوفيتي. بالإضافة إلى إرسال مئات الخبراء العسكريين إلى مصر (بحلول الوقت الذي بدأت فيه الحرب، كان هناك حوالي 1,500 خبير سوفيتي في مصر).

### ميزان القوى
واجهت إسرائيل خلال حرب الاستنزاف جيوش ثلاث دول عربية رئيسية وهي مصر والأردن وسوريا تدعمهم قوات منظمة التحرير الفلسطينية وبعض القوات العربية من العراق والسودان والسعودية والكويت، بخلاف الدعم العسكري السوفيتي بآلاف الخبراء مع تمركز بعض قطع البحرية السوفيتية (السرب الخامس والسرب الرابع عشر) في موان بورسعيد والإسكندرية واللاذقية. تواجدت كتيبة سودانية في بورتوفيق بالسويس، ارتفع حجمها ليصل إلى حجم لواء حتى سحب القوات السودانية من مصر في 1971 بعد محاولة انقلاب الرائد هاشم العطا. وأبقت الكويت على لواء اليرموك المتواجد في مصر قبل حرب 67 وتمركز في نطاق الجيش الثالث المصري إلى جانب قوات عين جالوت التابعة لجيش التحرير الفلسطيني. بينما تمركزت بالأردن قوات منظمة التحرير الفلسطينية مع قوات صلاح الدين العراقية التي وصلت في 8 يونيو 1967 وتألفت من اللواء الأول مشاة واللواء السابع والعشرون مشاة واللواء السادس مدرع. كما وصلت قوات سعودية بعد حرب يونيو مباشرةً.
لم تختلف نوعية تسليح الجانبين كثيراً. اعتمدت الجيوش العربية على أسلحة سوفيتية، باستثناء الجيش الأردني والسعودي المعتمدان على أسلحة غربية (أمريكية وبريطانية). توسعت مصر في استيراد أنظمة الدفاع الجوي، لاسيما سام-2 وسام-3 في ظل التفوق الجوي الإسرائيلي وفي 1 فبراير 1968 أُعلن عن إنشاء قوات الدفاع الجوي كفرع رئيسي مستقل بذاته للقوات المسلحة المصرية. كان الاتحاد السوفيتي متخوفاً من مد مصر بأسلحة نوعية متطورة خشية وقوعها في الأسر كما حدث في حرب 67 ومن ثم تطلع الكتلة الغربية على خصائصها.[بحاجة لمصدر] على الجانب الآخر، اعتمدت إسرائيل على أسلحة غربية من فرنسا وبريطانيا والولايات المتحدة، وكان أغلبها فرنسي الصنع، لكن مع قرار شارل ديغول حظر توريد الأسلحة إليها، لاسيما فيما يتعلق بالطائرات وقطع الغيار اللازمة للمقاتلات ميراج 3 وسوبر ميستير، فاتجهت إسرائيل للاعتماد على الأسلحة الأمريكية وكان نتاج ذلك حصولها على طائرة فانتوم إف-4 المتطورة تكنولوجياً في 1969 وسبقها الحصول على إيه-4 سكاي هوك بعد حرب 67. كما استفادت إسرائيل من الأسلحة العربية المأسورة إلى أقصى حد وكان أغلبها دبابات ومدرعات مختلفة وقطع مدفعية سوفيتية الصنع، فعملت على تطويرها وإدخالها الخدمة في جيشها وأبرز مثال على ذلك هو سلسلة دبابات تيران.
| النوع              | الجيوش العربية | الجيش الإسرائيلي |
| ------------------ | --- | --- |
| مركبات مدرعة       | استخدمت مصر وسوريا والعراق تي-34، تي-54، تي-55، بي تي-76، وأس يو-100. واستخدمت الأردن دبابات إم-47، إم-48 وإم48إيه1 باتون الأمريكية. | إم50، إم51 شيرمان، إم48إيه3 باتون، سنتوريون، إم-32 مركبة إصلاح مدرعة. تسلحت السنتوريون بالمدفع البريطاني إل-7 105 مم. (أسلحة سوفيتية مأسورة: تيران 1، 2، 67، 3، 4، 5 نُسخ محدثة من دبابات تي-55/54. واستُخدمت أبراج دبابات ستالين كمدفعية ثابتة في غور الأردن وخط بارليف. وخدمت دبابات بي تي-76 بعد ترقيتها في الوحدة 88 "الدب الأبيض"). |
| مركبات مشاة/ناقلات | بي تي أر-40، بي تي أر-152، بي تي أر-50، بي تي أر-60، وليد                                                                            | إم2 نصف مجنزرة، إم3 نصف مجنزرة، بنهارد إيه إم إل. (أسلحة سوفيتية مأسورة: خدمت مركبات بي تي أر-40، بي تي أر-152، بي تي أر-50، بي تي أر-60، ووليد في الجيش الإسرائيلي بعد تحديثها وترقيتها). |
| المدفعية           | هاوتزر عيار 152 مم، بي إم-21 غراد، هاوتزر عيار 122 مم، أم-46، هاوتزر إم-52 عيار 105 ملم (استخدمته الأردن)                            | إم-50 155 مم، ماكمات 160 مم، أم 7 بريست، هاوتزر طراز 50 (أسلحة سوفيتية مأسورة: هاوتزر عيار 152 مم، بي إم-21 غراد، آر إ-51، أم-46) |
| الطائرات           | ميج-21، ميج-19، ميج-17، سوخوي سو-7، تي تو-16، إل-28، إل-18، إل-14، أنتونوف-12، هوكر هنتر (مستخدمة في الأردن والعراق)                 | ميراج 3، سوبر ميستير، فوتور، ميستير 4، داسو أوراغان، سكاي هوك، فانتوم إف-4، بوينغ 377، بوينغ سي-97، دورنير دو 27، نورد أطلس |
| المروحيات          | ميل مي-8، ميل مي-6، ميل مي-4 | سوبر فريلون، سيكورسكي إتش-34، ألويت-2، بيل 205، سي إتش-53، يو إتش-1 إركويس |
| دفاع جوي           | سام-2، سام-3، سام-7، شيلكا، زد يو-23-2، 61 كيه، دوشكا                                                                                | هوك، هيسبانو-سويزا 20 مم، بوفورز 40 مم |
| أسلحة المشاة       | رشاش بورسعيد، حكيم، إيه كيه-47، آر بي كيه، إس جي-43 غوريونوف، بي-10، بي-11، آر بي جيه-2، آر بي جيه-7، ماليوتكا                       | عوزي، إف إن فال، إف إن ماج، إيه كيه-47 (مأسور)، إم-2 براونينغ، بندقية كارل جوستاف، بندقية إم40 |

دخلت المعدات المظللة الخدمة لأول مرة بعد حرب 1967.

## تأريخ الحرب
هناك اختلاف على التاريخ الحقيقي لاندلاع حرب الاستنزاف وفترتها الزمنية. تُشير أغلب الروايات إلى اندلاع الحرب يوم 1 يوليو 1967 (بداية معركة رأس العش) وحتى قبول مصر والأردن مبادرة روجرز في 7 أغسطس 1970، التي رفضتها منظمة التحرير الفلسطينية. لذلك استمرت الاشتباكات على الحدود اللبنانية والسورية لغاية اندلاع حرب أكتوبر، كذلك جرت بعض الاشتباكات المتقطعة على جبهة قناة السويس، كان أبرزها عملية رجب في 17 سبتمبر 1971. لذلك فإن تاريخ نهاية الحرب محل خلاف أيضاً.
يُشير آخرون إلى أن تاريخ 21 أكتوبر 1967 هو التاريخ الأكثر شيوعاً لبداية حرب الاستنزاف بعد إغراق المدمرة إيلات. ويُشير آخرون إلى يوم 8 مارس 1969 حيث أعلن عبد الناصر بدء الحرب التي أسماها حرب الاستنزاف، فيما يرى آخرون أنه يوم 27 مارس 1969، عندما ألغى عبد الناصر وقف إطلاق النار رسمياً. يعتبر بعض المؤرخين، خاصة من الجانب المصري، أن حرب الاستنزاف جزء من صراع واحد يشمل حرب 67، وحرب الاستنزاف، وحرب أكتوبر. يٌجدر الإشارة كذلك إلى أن مُسمى حرب الاستنزاف استُخدم مرتين عقب حرب أكتوبر، للإشارة إلى حرب الاستنزاف في نتوء باشان على الجبهة السورية وحرب الاستنزاف الثانية على الجبهة المصرية التي استمرت لغاية انسحاب القوات الإسرائيلية من غرب القناة في مارس 1974.

## مسار القتال

### الجبهة المصرية
بدأت مصر صراعها المسلح ضد إسرائيل على ثلاث مراحل، أولها أُطلق عليها مرحلة الصمود، انتقلت بعدها القوات المسلحة المصرية إلى مرحلة الدفاع النشط، ثم تطور القتال إلى مرحلة جديدة أطلق عليها الاستنزاف لتصل الحرب إلى ذروتها. ومرحلة الصمود، كان الهدف منها هو سرعة إعادة البناء، ووضع الهيكل الدفاعي عن الضفة الغربية لقناة السويس. وكان ذلك يتطلب هدوء الجبهة حتى توضع خطة الدفاع موضع التنفيذ بما تتطلبه من أعمال كثيرة وبصفة خاصة أعمال التجهيز الهندسي المطلوبة. واستغرقت هذه المرحلة المدة من يونيو 1967 إلى أغسطس 1968. أما مرحلة الدفاع النشط أو المواجهة فقد كان الغرض منها تنشيط الجبهة والاشتباك بالنيران مع القوات الإسرائيلية بغرض تقييد حركة قواتها في الخطوط الأمامية على الضفة الشرقية للقناة، وتكبيدها قدرا من الخسائر في الأفراد والمعدات. واستغرقت هذه المرحلة المدة من سبتمبر 1968 إلى فبراير 1969. وتصاعد القتال إلى مرحلة جديدة أطلق عليها الاستنزاف أو مرحلة التحدي والردع، وذلك من خلال عبور بعض القوات والإغارة على القوات الإسرائيلية، وكان الهدف منها تكبيد إسرائيل أكبر قدر من الخسائر في الأفراد والمعدات، وفي نفس الوقت تطعيم الجيش المصري عملياً ومعنوياً للمعركة. واستغرقت هذه المرحلة من مارس 1969 إلى أغسطس 1970.

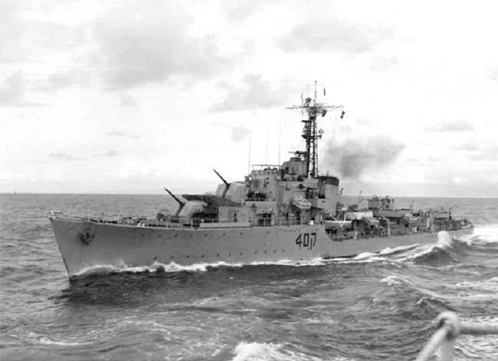
المدمرة إيلات التي غرقت في 12 أكتوبر 1967

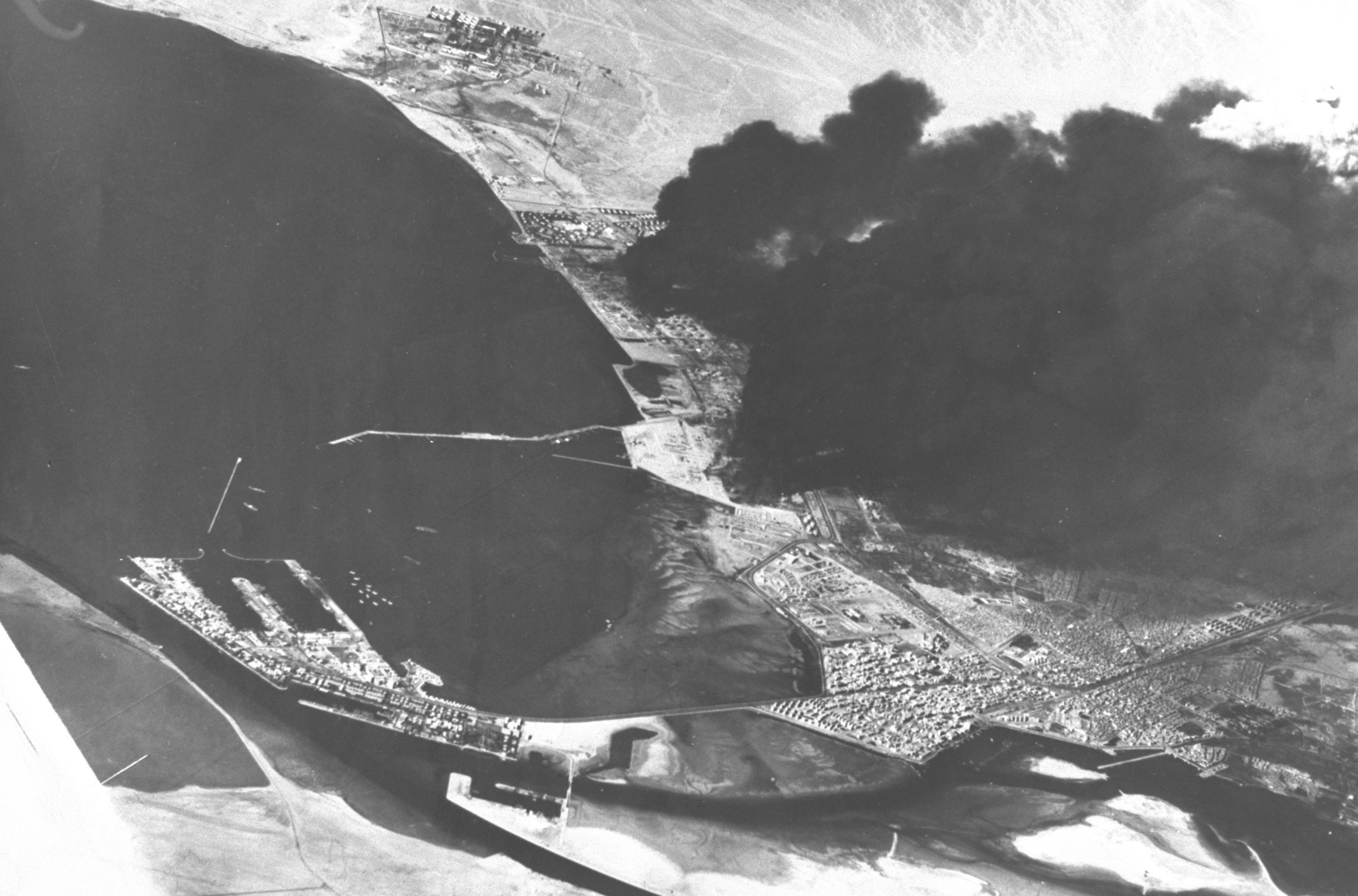
اشتعال مصافي النفط بالسويس بعد أن أصابتها قذائف المدفعية الإسرائيلية

#### مرحلة الصمود
اتسمت هذه المرحلة بالاشتباكات المحدودة المتقطعة على طول قناة السويس فيما عدا قطاع بورسعيد نظراً لرسو بعض قطع الأسطول السوفيتي بمينائها، كذلك شهدت أول اشتباكات بحرية بارزة بعد حرب 67 تلاها بدء تهجير سكان مدن القناة نتيجة القصف الإسرائيلي.
كانت إسرائيل قد سيطرت على شبه جزيرة سيناء بالكامل فيما عدا مدينة بورفؤاد عند مدخل قناة السويس وفي 1 يوليو 1967 حاولت قوة مدرعة إسرائيلية التقدم لاحتلال منطقة رأس العش جنوب بورفؤاد، لكن قوة من الصاعقة صدتها وأجبرتها على الانسحاب. وفي 4 يوليو حاولت إسرائيل القيام بمظاهرة بحرية في قناة السويس بإنزال بعض القوارب المطاطية فيها بدعوى امتداد حدودها لمنتصف القناة. قابلت القوات المصرية الأمر بإطلاق النار على القوارب وأسرت أول جنديين إسرائيليين في حرب الاستنزاف. وبالمثل عندما حاولت هيئة قناة السويس فتح ممر الملاحة بالقناة في 3 يناير 1968. ودفعت زورق لاستطلاع مجرى القناة، فتحت القوات الإسرائيلية نيرانها عليه، مما اضطر طاقم الزورق إلى العودة وتكررت المحاولة قبل ظهر اليوم نفسه وباءت بالفشل مجدداً. وقع أول اشتباك بحري بعد حرب 67، عندما تمكنت المدمرة إيلات بصحبة زورقي طوربيد إسرائيليين من إغراق زورقي طوربيد مصريين في البحر المتوسط شمال سيناء في 11 يوليو. وفي 14 يوليو، أطلقت المدفعية المصرية نيرانها على طول الجبهة وردت إسرائيل بقصف بورتوفيق حيث أصابت سفينة مدنية وانخرط الطيران الإسرائيلي في الاشتباكات وبالمثل هاجمت القوات الجوية المصرية أهدافاً إسرائيلية في سيناء لأول مرة بعد 34 يوماً من انتهاء حرب 67 وفي اليوم التالي اندلعت معركة جوية كبيرة بين الطرفين. رداً على ذلك، بدأت القيادة الجنوبية الإسرائيلية في بناء تحصينات على طول القناة، وتقرر إنشاء اللواء 401 ليتمركز في سيناء. وجددت المدفعية المصرية قصفها في قطاع شرق الإسماعيلية يوم 20 سبتمبر 1967. ثم وقع أبرز اشتباكات تلك الفترة بإغراق المدمرة إيلات قبالة بورسعيد بواسطة زورقي صواريخ من فئة كومار مما أسفر عن مقتل 47 من طاقمها. ردت إسرائيل بقصف انتقامي بعد ثلاثة أيام، عبر عملية أفوكا، حيث قصفت مصافي النفط ومصانع البتروكيماويات في مدينة السويس وبدأت مصر في إجلاء سكان مدن القناة تدريجياً على إثر اشتداد القصف الإسرائيلي.

#### مرحلة الدفاع النشط

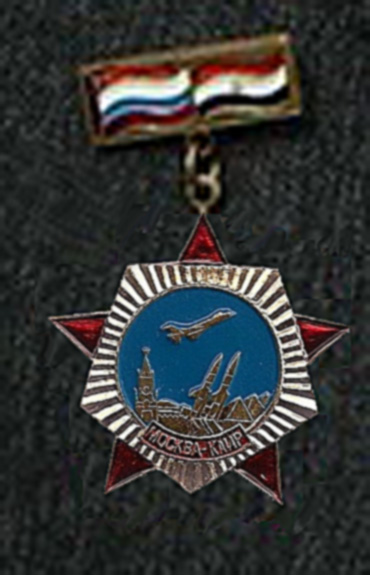
وسام المشاركة في حرب الاستنزاف الممنوح للجنود والخبراء السوفيت ممن خدموا في مصر.

بدأت إسرائيل في بناء خط دفاعي على طول القناة باسم خط بارليف نسبة إلى رئيس الأركان حاييم بارليف ضمن خطتها الدفاعية لمواجهة الهجمات المصرية وشهدت الجبهة هدوءاً نسبياً إلى حد ما لغاية صيف 1968، عندما بدأت المرحلة الثانية من حرب الاستنزاف «مرحلة الدفاع النشط». فتحت المدفعية المصرية باشتراك 38 كتيبة مدفعية نيرانها يوم 8 سبتمبر، واستمر ثلاث ساعات، من الرابعة والنصف إلى السابعة والنصف مساءاً، واستهدف القصف خط بارليف، الجاري إنشاءه، وجميع مواقع الصـواريخ 216 مم، 240 مم التي يستخدمها الإسرائيليون في قصف مدن القناة، وجميع مواقع المدفعية، ومناطق الشؤون الإدارية، ومناطق تمركز الأفراد. مما أدى لمقتل 10 جنود إسرائيليين. وفي 26 أكتوبر، تكرر القصف المصري باشتراك 23 كتيبة مدفعية، مصحوباً بغارات الصاعقة، مما تسبب في مقتل 15 جندياً إسرائيلياً واتخذت إسرائيل إجراء انتقامي لأول مرة بشن غارة في العمق المصري. حيث أغار مظليون إسرائيليون بواسطة المروحيات في ليلة 31 أكتوبر/1 نوفمبر على محطة كهرباء نجع حمادي ونسفوها، كما زرعوا متفجرات في كوبري قنا وقناطر نجع حمادي. دفعت هذه العملية القيادة المصرية إلى نقل قوات كبيرة للدفاع عن الأهداف الاستراتيجية في العمق والاتساع في تشكيل وحدات الدفاع الشعبي وهي قوات شبه عسكرية لحراسة المنشآت الهامة وساد الهدوء الجبهة لمدة أربعة أشهر استغلتها إسرائيل في استكمال بناء خط بارليف. انتهت هذه المرحلة في فبراير 1969.

#### مرحلة التحدي والردع أو الاستنزاف
تعد هذه المرحلة أهم مراحل التصعيد العسكري خلال الحرب. وتحددت مهامها في تقييد حرية تحركات العدو على الضفة الشرقية للقناة، وإرهاقه وإحداث أكبر خسائر به، وامتدت هذه المرحلة من 8 مارس 1969 إلى 8 أغسطس 1970 وانقسمت لفترتين زمنيتين.

##### من 8 مارس وحتى 19 يوليو 1969

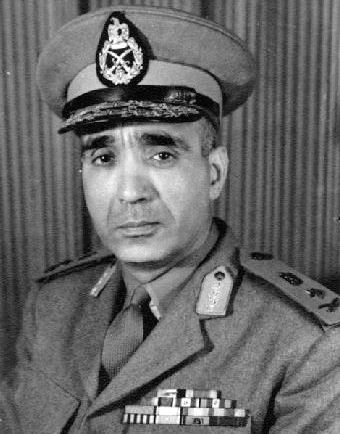
الفريق عبد المنعم رياض، رئيس أركان الجيش المصري 1967 - 1969

بدأت هذه المرحلة صباح 8 مارس 1969، وامتدت إلى 19 يوليو من العام نفسه، وتميزت بسيطرة مطلقة للقوات المصرية على خط الجبهة. وكانت المدفعية هي الوسيلة الرئيسية للعمل خلالها، حيث صبت على حصون خط بارليف، والأهداف الأخرى، حوالي 40 ألف قذيفة، بادئة أعمالها يوم 8 مارس بأكبر حشد نيراني مؤثر منذ انتهاء حرب 67، سبقه إغارة الطائرات الميج على سيناء. واستمر هذا القصف ساعات متواصلة، اشتركت فيه 34 كتيبة مدفعية، يعاونها حشد من أسلحة الضرب المباشر كالمدافع المضادة للدبابات، والدبابات الثقيلة عيار 122 مم، لتدمير مزاغل نيران دشم خط بارليف. هدف هذا القصف لتدمير خط بارليف وفق عبد الغني الجمسي. وردت إسرائيل بقصف متبادل واستهدفت بطاريات الدفاع الجوي غرب القناة. وخلال معاينة رئيس الأركان المصري، الفريق عبد المنعم رياض، لآثار القصف المصري في اليوم التالي عند المعدية رقم 6 بالإسماعيلية في قطاع الجيش الثاني، تصادف وقوع قصف إسرائيلي في المنطقة التي يتواجد فيها وسقطت إحدى القذائف بالقرب منه مما أدى إلى مقتله وعدد آخر من مرافقيه في الساعة 3:30، من بعد ظهر يوم 9 مارس 1969 وحل محله الفريق أحمد إسماعيل.

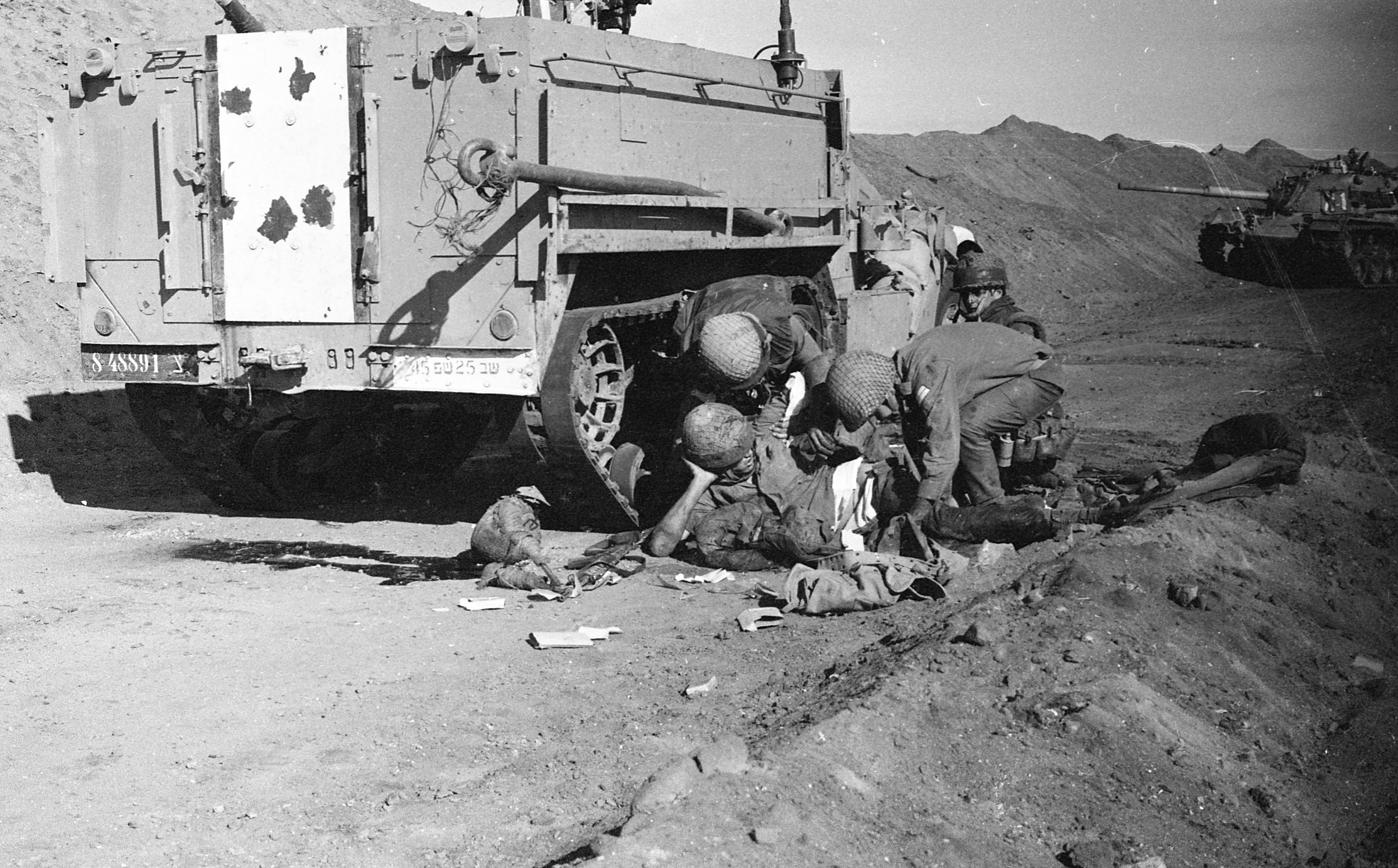
جندي إسرائيلي مصاب جراء قصف مصري، 1969

أعلنت مصر رسمياً إلغاء وقف إطلاق النار في 12 مارس بعد عدة أيام من مقتل رئيس الأركان المصري وازدادت العمليات القتالية بشكل غير مسبوق ويعتبر البعض تلك الفترة نقطة اندلاع حرب الاستنزاف. قال عبد الناصر لاحقًا أن وقف إطلاق النار بين يونيو 1967 ومارس 1969 كان لأجل استعادة بناء الجيش المصري، كجزء من خطته المكونة من أربع مراحل لتحقيق النصر في الصراع العربي الإسرائيلي: (1) "مرحلة الصمود" استعادة الجيش المصري وانتشاره على طول القناة، (2) "مرحلة الدفاع النشط" - تنظيم عربي بدعم من سوفيتي، لتصعيد القتال على جميع حدود إسرائيل وردعها، (3) "مرحلة إزالة آثار العدوان" - إدارة حرب استنزاف طويلة تحرم إسرائيل تدريجياً من مكاسبها الإقليمية من حرب 67، (4) "المرحلة الأخيرة من النصر" – هزيمة إسرائيل وإقامة دولة فلسطينية. وفي 23 يونيو تحدث جمال عبد الناصر وقال: "لا أستطيع استرجاع سيناء، ولكن أستطيع أن أرهق إسرائيل وأكسر روحها."
اعتقدت الاستخبارات الإسرائيلية في الفترة من 1969 - 1971 أن مصر تخطط لهجوم شامل عبر قناة السويس وفي نفس الوقت بدأ سلاح الهندسة الإسرائيلي في تعزيز خط بارليف لمواجهة القصف المصري المركز مع ارتفاع قتلى الجيش الإسرائيلي. في 13 مارس 1969، وقع حدثان متضادان في وقت واحد وفي منطقة واحدة، حيث بدأت إغارات القوات المصرية لتدمير موقع للجيش الإسرائيلي، في منقطة جنوب البحيرات نفذتها الكتيبة 33 صاعقة، ونجحت في مهمتها ودمرت الموقع، وخطفت أسيراً، وأصابت دبابتين، وغنمت عينات من أسلحة العدو وألغامه.
ولم تجد القوات الإسرائيلية وسيلة للرد سوى إعادة قصف مدن القناة. فقصفت قطار السكة الحديد في مساره بين الإسماعيلية والسويس في منطقة الشلوفة. واستمرت القوات المصرية في تصعيد أعمالها القتالية. حتى كان يوم 17 أبريل 1969، حيث نفذت قوات الجيش الثاني الخطة هدير، بتوجيه مدافع الدبابات الثقيلة إلى فتحات المراقبة والتسديد نحو دشم خط بارليف لتخترقها. وأغارت القوات المصرية على النقطة الدفاعية جنوب البلاح (عملية لسان التمساح الأولى) في 19 أبريل انتقاماً لمقتل رئيس الأركان المصري، حيث اعتقد أن القذائف التي تسببت في مقتله خرجت من هذا الموقع. فيما أغارت إسرائيل يوم 29 أبريل 1969 على 6 أبراج للجهد العالي في الأقصر ونسفتها وهاجمت محطة محولات نجع حمادي للمرة الثانية، وأسقطت عبوات ناسفة زمنية قرب إدفو أصابت بعض المدنيين الأبرياء. وفي 13 مايو 1969، كانت القوات الإسرائيلية تحاول إنزال قوارب، والإغارة على منطقة قريبة في منطقة جنوب البحيرات أيضاً، لكنها قوبلت بنيران شديدة من القوات المصرية وبذلك أفشلت المحاولة واستمرت الاشتباكات بالنيران طوال الليل. وأغارت الصاعقة على النقطة جنوب البلاح للمرة الثانية في 7 يوليو 1969.

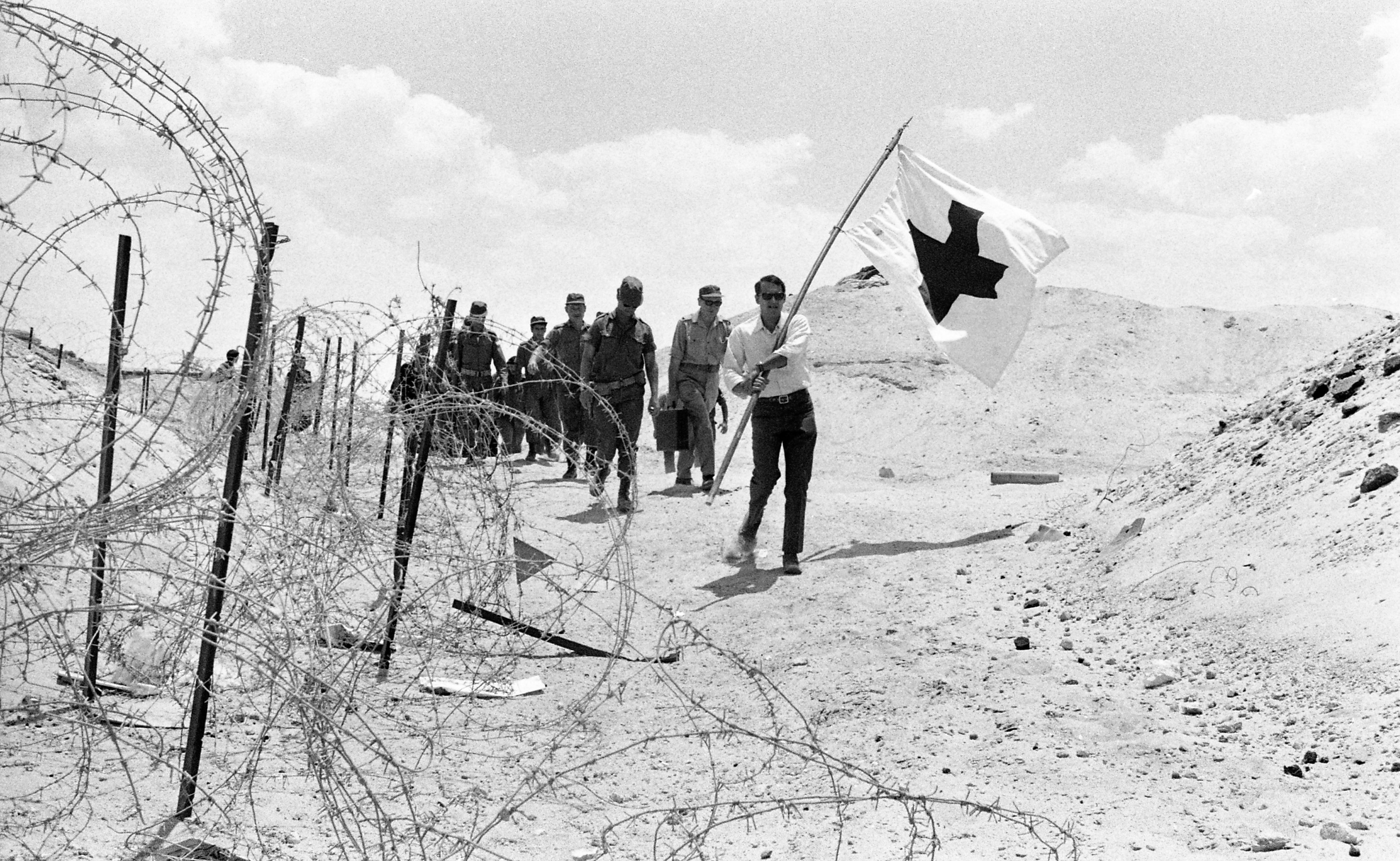
القوات الإسرائيلية تستعد لاستلام جثة الأسير الذي قُتل في الغارة على حصن بورتوفيق (9 يوليو 1969) بحضور الصليب الأحمر

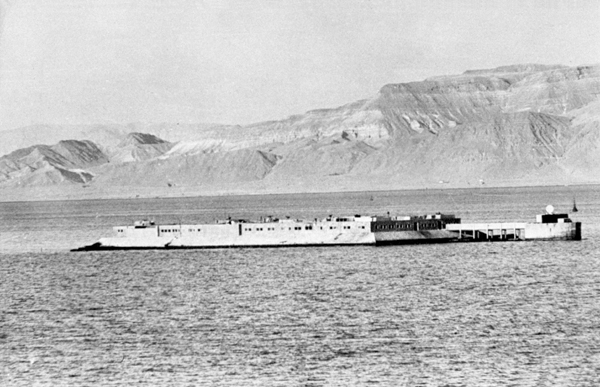
أغارت القوات الخاصة الإسرائيلية على الجزيرة الخضراء ليلة 20 يوليو 1969

خلال شهري يونيو ويوليو، تصاعدت الإغارات من الجانبين. فقد نفذ الجانب الإسرائيلي خمس إغارات، استهدفت مواقع منعزلة على ساحل خليج السويس والبحر الأحمر، كان أهمها الإغارة على ميناء الأدبية في ليلة 21 يونيو 1969 والإغارة على الجزيرة الخضراء شمالي خليج السويس ليلة 20 يوليو 1969، واستهدفت في الأساس موقع الرادار والمدفعية المضادة للطائرات في الجزيرة. وتكبد فيها الطرفين خسائر كبيرة، وقصفت المدفعية المصرية الجزيرة بعد انسحاب القوات الإسرائيلية. جاءت هذه العملية رداً على الغارة المصرية على حصن الرصيف (حصن بورتوفيق) في 9 يوليو والتي أدت لمقتل 8 جنود إسرائيليين وإصابة تسعة وأسر جندي مات في الأسر.
وقد أدت نتائج هذه الإغارات إلى تغيير جذري في خطط إسرائيل لمجابهة الاستنزاف المصري، والتصعيد بالاستنزاف المضاد، إلى مرحلة أكثر شمولاً بإدخال الطيران الإسرائيلي ذراع إسرائيل الطويلة في المعركة وتنفيذ العملية بوكسر. ويقول زئيف شيف المحلل الإسرائيلي في كتابه عن حرب الاستنزاف. إن عملية لسان بورتوفيق هي التي أنهت الجدل داخل أروقة القيادة الإسرائيلية حول حتمية تدخل الطيران في المعركة. ويستطرد: «لقد كان هذا النجاح هو أبرز ما حققه المصريون، ومن الواضح أنه كان سيحفزهم إلى نشاط أكبر، لا مناص عن إيقافهم عنه بسرعة». كما ذكرت صحيفة معاريف نقلا عن المتحدث العسكري الإسرائيلي: «أمام الضغط الهائل الذي مارسه المصريون في الجبهة، والحياة التي أصبحت لا تطاق على الضفة الشرقية للقناة، أقدمت القيادة الإسرائيلية على استخدام سلاح الطيران، الذي كانت كل الآراء تصر على الاحتفاظ به للمستقبل». وقد مهدت القوات الإسرائيلية لدفع الطيران بمحاولة التخلص من بعض الرادارات المصرية ونقط المراقبة الجوية. لذلك كان القصف الجوي ضد وحدة الرادار المصرية في الأردن يوم 22 أبريل 1969، وكذلك إغارة الجزيرة الخضراء، وإغارة الأدبية، ضد نقاط مراقبة جوية منعزلة.

##### من 20 يوليو وحتى نهاية 1969
أمام التفوق المصري في القوة النارية لسلاح المدفعية واضطرار إسرائيل إلى القتال على أرض ثابتة مع عدم قدرتها على حسم الحرب بالمناورة البرية، لجأت إسرائيل إلى استخدام قوتها الجوية كمدفعية طائرة والتي توجب عليها مواجهة فرع الدفاع الجوي الذي تأسس حديثاً من بطاريات سام-2 وسام-3 وعدد كبير من المدفعية المضادة للطائرات. كان للحملة الجوية الإسرائيلية عدة أهداف وفقاً لحاييم بارليف وهي تدمير البنية العسكرية المصرية والإثبات للقيادة المصرية أنها غير قادرة على بدء حرب شاملة، وإجبار مصر على وقف إطلاق النار ومساعدة القوات البرية الإسرائيلية. فيما خشي أعضاء الكنيست الإسرائيلي من تدخل سوفيتي إزاء تصاعد العمليات الجوية بما قد يؤدي إلى حرب شاملة.
بدأت إسرائيل في 20 يوليو، عقب الغارة على الجزيرة الخضراء، عملية جوية كبرى في منطقة غرب القناة انتهت في 28 يوليو. وخلال 500 طلعة جوية، أضرت القوات الجوية الإسرائيلية بالدفاعات الجوية والتحصينات والمدفعية المصرية وسبب خسائر كبيرة على طول قناة السويس. ومع ذلك فشلت هذه الحملة الجوية في ردع مصر من الاستمرار في حرب الاستنزاف. في نفس الوقت نصبت القوات الجوية الإسرائيلية عدة كمائن جوية أسقطت خلالها 20 طائرة مصرية مقابل طائرتين خلال شهر يوليو.

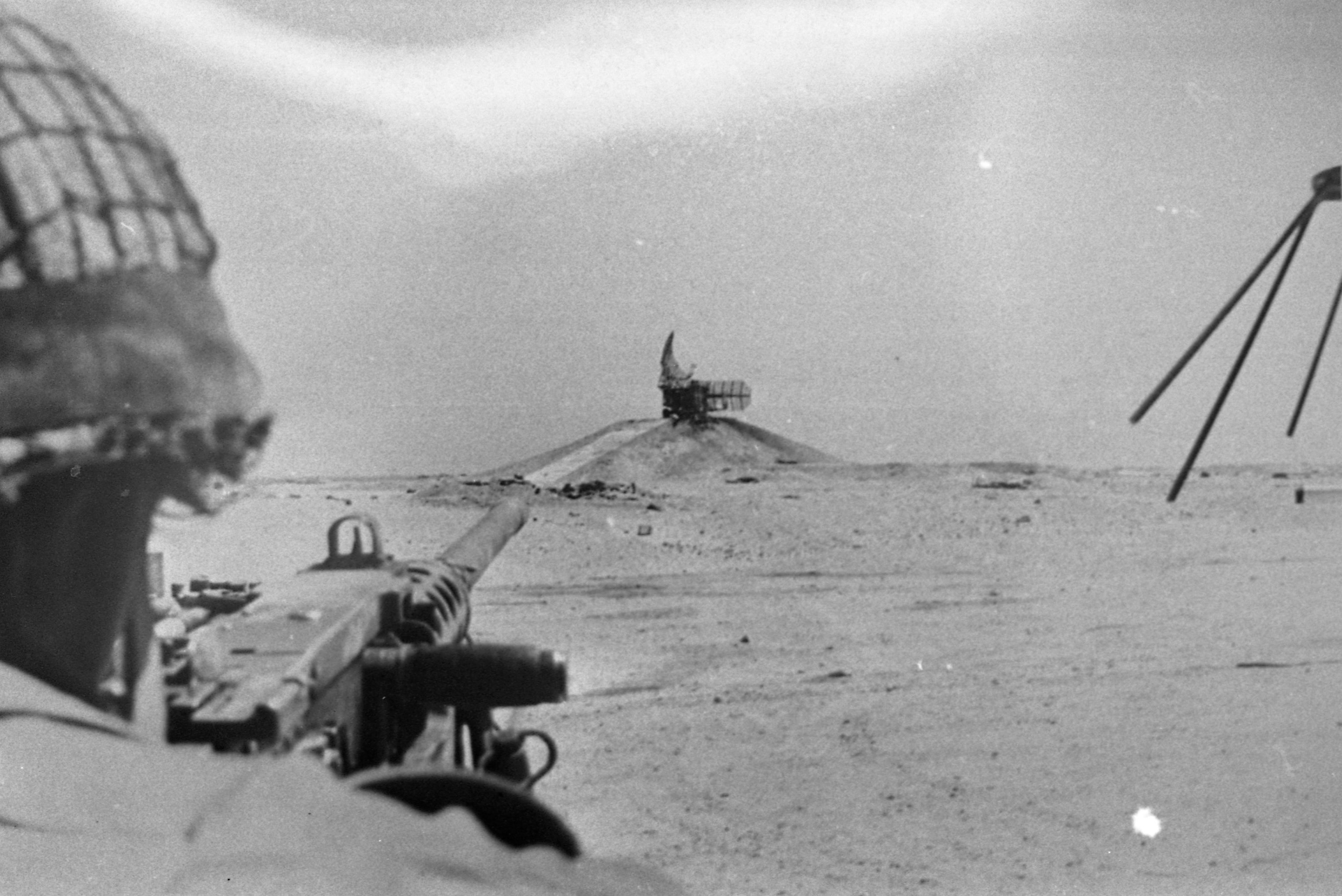
القوات الإسرائيلية تهاجم موقع رادار في الزعفرانة، سبتمبر 1969

بحلول أغسطس تبين أن الحملة الجوية لم تحقق أهدافها ووسع الجيش الإسرائيلي نطاق عملياته جنوباً، وفي 9 سبتمبر 1969، هاجم منطقة الزعفرانة عبر غارة برمائية، بإنزال سرية دبابات تي 55 ومركبات بي تي آر 50 من مخلفات حرب يونيو في منطقة أبو الدرج على ساحل البحر الأحمر، ثم اتجهت جنوباً إلى الزعفرانة مدمرة كل الأهداف والسيارات المدنية التي اعترضت طريقها وقد سبق ذلك غارة نفذتها شايطيت 13 في ميناء رأس سادات أغرقت فيها زورقي طوربيد مصريين لمنع تدخلهما في العملية. ظلت القوات الإسرائيلية في الزعفرانة لمدة 10 ساعات قبل انسحابها دون اعتراضها من جانب القوات المصرية وهو ما دفع الرئيس جمال عبد الناصر لعزل رئيس الأركان، الفريق أحمد إسماعيل علي وقائد القوات البحرية فؤاد أبو ذكري وقيادات منطقة البحر الأحمر. وجاء الرد المصري في 11 سبتمبر بهجوم جوي على أهداف في سيناء وأغارت الصاعقة على أهداف في رأس ملعب ورأس مطارمة والطور والشط خلال أكتوبر ونوفمبر 1969.
وبنهاية العام، تمكنت إسرائيل خلال عملية خاصة من الاستيلاء على رادار سوفيتي متطور من نوع بي-12 في رأس غارب وظلت هذه العملية في طي الكتمان ولم يعلن عنها إلا بعد انتهاء حرب الاستنزاف.

##### من يناير 1970 وحتى نهاية الحرب
حققت إسرائيل هيمنتها الجوية في معركتها مع الدفاع الجوي المصري على طول قناة السويس بحلول نهاية 1969. غير أنها لم تكن قادرة على ترجمة إنجازاتها العسكرية إلى مكاسب دبلوماسية وبذلك استمرت الحرب. قررت الحكومة الإسرائيلية نقل الحرب إلى عمق الأراضي المصرية، بغرض زيادة تكلفة الحرب على مصر الساعية لاستمرار الحرب وإجبارها على قبول وقف إطلاق النار. مع استخدام سلاح الجو الإسرائيلي لقصف العمق بكثافة أكبر، بحيث تجرى هذه الضربات على مرأى ومسمع من الشعب المصري، على بعد 100 ميل من نطاق قناة السويس. كانت إسرائيل تعتقد أن الضغط العام المتصاعد سيؤدي إلى الثورة على قيادته الإطاحة بها أو على الأقل إجبار الرئيس جمال عبد الناصر على السعي لوقف إطلاق النار. استهلت هذه المرحلة من حرب الاستنزاف بعملية بريحا وكان مهندس هذه العملية هو عزرا وايزمان قائد القوات الجوية وقتها. وُضعت الخطة بريحا في رئاسة الأركان الإسرائيلية وعرضت على رئاسة الوزراء وتم التصديق عليها.

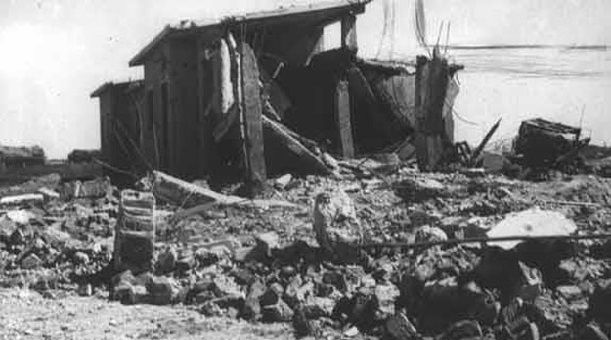
ما تبقى من مدرسة بحر البقر بعد الغارة الإسرائيلية عليها

بدأ تنفيذ العملية اعتباراً من فجر 7 يناير 1970 بسلسلة من الغارات الإسرائيلية في العمق المصري ونفذتها طائرات الفانتوم حصرياً، التي حصلت عليها إسرائيل من الولايات المتحدة ضمن عملية صدى السلام ودخلت الخدمة اعتباراً من شهر سبتمبر 1969. وقد استمرت حملة القصف الجوي المكثفة طوال الأربعة أشهر الأولى من 1970 وتألفت من 118 غارة. وقد صرحت جولدا مائير رئيسة وزراء إسرائيل لصحيفة الفاينانشيال تايمز يوم 6 يوليو 1970 بأن طائراتها كانت تسقط ألف قنبلة على المصريين يومياً. وقد استهدفت الطائرات الإسرائيلية خلال عملية بريحا عدة أهداف مدنية أيضاً مثل مصنع أبو زعبل في 12 فبراير، مما أسفر عن مقتل 70 عاملاً مصرياً ومدرسة بحر البقر في 8 أبريل مما أدى إلى مقتل 30 طفلاً. ردت مصر على القصف الجوي الإسرائيلي بغارات محدودة على مواقع في العريش في 23-25 أبريل ولكن مع خسارة قاذفتي إليوشن-28.

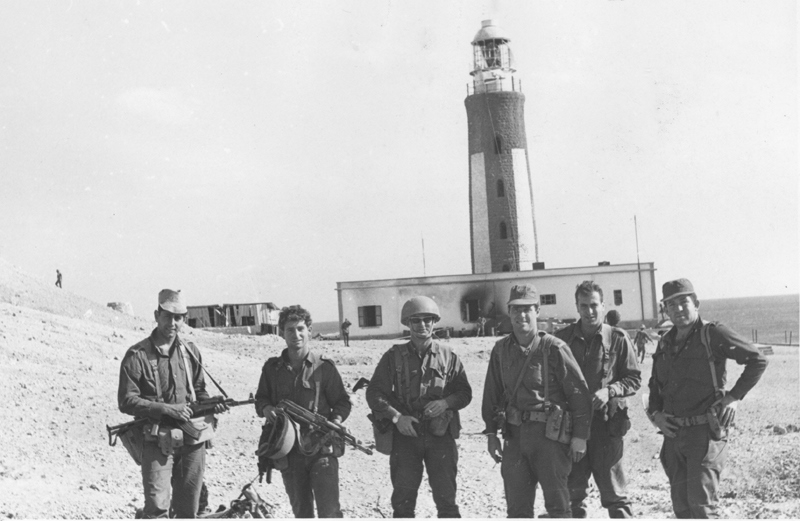
المظليون الإسرائيليون أمام فنار شدوان "فنار شاكر"

توجه عبد الناصر إلى موسكو سراً للحصول على مساعدات عسكرية في 22 يناير 1970. وفي نفس اليوم أغارت قوة من المظليين الإسرائيليين على جزيرة شدوان ضمن عملية رودس. هبطت القوة الإسرائيلية على الجزيرة التي تحميها سرية صاعقة من الكتيبة 93 ونجحت في القضاء على القوة المصرية والاستيلاء على رادار بحري وتخريب فنار الجزيرة مع أسر 62 جندي من بينهم 6 مدنيين. كما أغرقت الطائرات الإسرائيلية زورقي طوربيد ومركب صيد حاولوا التدخل لنجدة الجزيرة وفي المساء ألقت طائرة إليوشين 28 مصرية قنابلها على الجزيرة وفي اليوم التالي انسحبت القوة الإسرائيلية بعد 36 ساعة من الغارة التي لم تكن تهدف لاحتلال الجزيرة. تكبدت إسرائيل 30 قتيلاً وطائرتين وفق الجانب المصري، بينما ذكرت إسرائيل خسارتها لثلاثة قتلى. ومع ذلك، وبعد يومين من العملية، وصلت سفينة الإنزال بات شيفع إلى إيلات محملة بالمعدات التي غنمتها القوة الإسرائيلية وكان من بينها شاحنة مصرية محملة بالذخائر. وأثناء تفريغ المعدات، انفجرت شاحنة الذخيرة مما أسفر عن مقتل 24 شخصاً وجرح العشرات. عجلت معركة شدوان بالتدخل العسكري السوفيتي في الحرب وفي غضون أسابيع، بدأ الخبراء العسكريون السوفيت مصحوبين بمعداتهم في الوصول إلى مصر ضمن عملية القوقاز، مما مثل مرحلة جديدة من حرب الاستنزاف.
توسعت القوات المصرية في أعمال القتال البرية نتيجة عاملين: أولهما الانتقام من غارات العمق الإسرائيلية بإحداث أكبر خسائر في قوات العدو، والثانية كسر الحاجز النفسي وتسابق الوحدات والأفراد على الاشتراك في عمليات العبور، التي كانت دائما تنجح نتيجة للتخطيط السليم، والتأمين المتكامل مما منح ثقة مطلقة للمقاتلين المشاركين فيها. وقد نفذت 16 إغارة وكمين ناجح على طول الجبهة، علاوة على ثلاث إغارات في العمق الطور وإيلات. وكانت جميع الكمائن ناجحة تماما، وأحدثت خسائر كبيرة في العدو، مما اضطره إلى تحجيم تحركاته إلى اقل حد ممكن، بل إِن تحركاته أصبحت تتم، من خلال تأمينها بمجموعات قتالية ضخمة، ومع ذلك فلم تسلم هذه الأرتال من نيران القوات المصرية. ومن أهم الكمائن التي نفذت خلال هذه الفترة: # كمين الشط (11 فبراير 1970): من أهم الكمائن التي أحدثت خسائر كبيرة في الجانب الإسرائيلي، هي كمين نهاري من الفرقة 19 مشاة في منطقة شمال الشط يوم 11 فبراير 1970، حيث تمكن من تدمير دبابة وثلاثة عربات، وقتل 18 فردا، وأسر فردين، وردت إسرائيل مذبحة مصنع أبو زعبل في صباح اليوم التالى حيث استشهد سبعين عاملاً وإصايب 69 آخرين.
1. كمين شرق الدفرسوار (25 مارس 1970): تمكن كمين من اللواء 117 مشاة، من تدمير دبابة وعربتين نصف جنزير، وقتل وجرح 15 فردا، في منطقة شرق الدفرسوار.
2. كمين السبت الحزين (30 مايو 1970): في 30 مايو 1970 نفذ هذا الكمين في منطقة رقبة الوزة شمال القنطرة حتى جنوب بورسعيد وقد خطط للثأر لأطفال بحر البقر في مجزرة بحر البقر، واشتركت فيه مجموعة قتال من اللواء 135 مشاة ومجموعة قتال من الكتيبة 83 صاعقة. وحددت قيادة موحدة للقوتين وقد عبرت هذه القوات ليلا، واحتلت مواقعها لاصطياد مجموعات الإجازات للجنود الإسرائيليين، التي تحرسـها قوات مقاتلة مكونة من الدبابات والعربات المدرعة. وعند الظهر، خرجت على طريق القنطرة متجهة إلى جنوب بور فؤاد مجموعة القتال الإسرائيلية، المكونة من 4 دبابة، 4 عربات مدرعة، وحافلتا ركاب إجازات. وكان على الكمين الرقم 1 المكون من عناصر الصاعقة عدم التعرض لها، ويتركها تمر إلى أن تصل إلى الكمين الرقم 2 في منطقة جنوب التينة، حيث يفتح عليها أقصى معدلات النيران. وقد جرى تنفيذ ذلك تماما، وأصيبت دبابتان وعربة مدرعة وحافلة. وحاول الجزء المتبقي الهروب والعودة إلى القنطرة ليقع في شراك الكمين الرقم 1، حيث انقضت عناصر الصاعقة لتجهز على ما تبقى من القوة. وقد أسر فردان، وتدمرت الدبابات والعربات، وقتل وجرح حوالي 35 إسرائيليا، حيث أطلق على هذا اليوم السبت الحزين في إسرائيل. وكان الرد الإسرائيلي عنيفا، استمر حوالي 48 ساعة قصف شبه متواصل على مواقع القنطرة ورقبة الوزة، ولكنه لم يحدث أي خسائر ذات أثر على القوات المصرية.

وقد استمرت الأعمال القتالية المتبادلة حتى حدث تغير هائل بعد ظهر الثلاثين من يونيو 1970، ليحسم الصراع الدائر بين بناة مواقع الصواريخ المصرية وبين ذراع إسرائيل الطويلة، حيث احتلت بعض كتائب الصواريخ مواقعها من خلال تنظيم صندوقي لعناصر الدفاع الجوي، ابتكرته العقول المصرية في قيادة الدفاع الجوي المصري. وبدأ عقب ذلك تساقط الطائرات الإسرائيلية فيما عرف بأسبوع تساقط الفانتوم، ليصاب الطيران الإسرائيلي بأول نكسة في تاريخه أثرت على أسس نظرية الأمن الإسرائيلي بالكامل. وكان هذا اليوم بمثابة إعلان لخسارة إسرائيل لجهودها في معارك حرب الاستنزاف، التي ركزت خلالها على عدم إنشاء أي مواقع صواريخ في مسرح العمليات.

## وقف إطلاق النار
مع توالي الأحداث وتصاعدها، زاد الإحساس لدى القيادة الإسرائيلية والشعب الإسرائيلي بأن حرب الاستنزاف المضاد ما هي إلا استنزاف آخر لإسرائيل نفسها. وبدأت تتصاعد موجات السخط مع الإعلان عن خسائر إسرائيل التي تتزايد يوما بعد يوم. وفي داخل القيادة الإسرائيلية نفسها، بدأت الصراعات بين الحمائم والصقور تكيل الاتهامات لبعضها. فالعملية بريها لم تحقق شيئا سوى الدعم السوفيتي سواء بالسلاح أو الوجود على مسرح القتال، ولم ينتج عنها إلا تآكل الجيش والطيران الإسرائيلي. ومردودها الوحيد هو تصاعد العمليات العسكرية المصرية.

ولم يأت النقد العنيف من داخل إسرائيل وحدها، بل من الولايات المتحدة الأمريكية أيضا، التي صدمت من زيادة الوجود السوفياتي في مسرح الشرق الأوسط. وشعرت أوروبا أن تأثيرات الحرب انعكست عليها، خصوصا بعد أن انتقلت حرب الاستنزاف إلى أبعاد جديدة، بتدمير الحفار الإسرائيلي كيتنج في ميناء أبيدجان عاصمة ساحل العاج، ويحتمل أن يمتد ذلك إلى مناطق بترولية للتأثير على المصالح الغربية.

وجدت الولايات المتحدة الأمريكية أن استمرار الحرب لا يحقق مصالحها أو مصالح إسرائيل، لذلك سعت إلى تقديم مبادرة روجرز، التي تقدم بها فعلا وزير الخارجية الأمريكي، الذي تحمل المبادرة اسمه، يوم 19 يونيو 1970 إلى كل من مصر وإسرائيل. جاء في نصها الآتي:

«تعلن أطراف النزاع في الشرق الأوسط، وتنفذ وقفا محدوداً لإطلاق النار مدته تسعون يوما، وفي هذه الفترة ينشط السفير جونار يارنج لينفذ قرار مجلس الأمن رقم 242، وبالتحديد فيما يتعلق بالتوصل إلى اتفاق سلام عادل ودائم، يقوم على الاعتراف المتبادل والسيادة ووحدة الأراضي والاستقلال السياسي، بسحب إسرائيل قواتها من الأراضي التي احتلتها في معركة 1967».

وكانت المبادرة بهذه الصيغة المتوازنة تنبع من روح قرار مجلس الأمن 242. ووجد الرئيس جمال عبد الناصر أن قبولها أمر ممكن، لإعطاء فرصة للقوات المسلحة لاستعادة كفاءتها القتالية بعد حرب متصلة استمرت قرابة الألف يوم. ووجدت فيها إسرائيل فرصة للخروج من أزمتها وإيقاف نزيف الخسائر الذي تتعرض له، وقبلت الأطراف المبادرة وأُعلن وقف إطلاق النيران اعتبارا من يوم 8 أغسطس 1970.

## نتائج الحرب
تعد حرب الاستنزاف أطول الحروب بين العرب وإسرائيل، وهي أول صراع مسلح تضطر إسرائيل فيه إلى الاحتفاظ بنسبة تعبئة عالية ولمدة طويلة وهو ما ترك آثاره السلبية على معنويات الشعب الإسرائيلي واقتصاد الدولة خاصة أن قادة إسرائيل كانوا قد سبق لهم الإعلان للإسرائيليين أن حرب 67 هي آخر الحروب.